# 141 P SNCF
 (janvier 2014).
Si vous disposez d'ouvrages ou d'articles de référence ou si vous connaissez des sites web de qualité traitant du thème abordé ici, merci de compléter l'article en donnant les références utiles à sa vérifiabilité et en les liant à la section « Notes et références ».
Les Mikado de la série 141 P numéros 1 à 318 sont des locomotives à vapeur unifiées de la SNCF mises en service entre le 25 janvier 1942 et le 21 mars 1952. Conçues en partie par l'ingénieur André Chapelon, ces locomotives compound de service mixte, équipées d'un stoker, s'avèrent économes en eau et en carburant, tout en étant mécaniquement délicates. Les 141 P disparaissent du service en 1968-1969.

## Genèse
À la création de la SNCF en 1938, le service Exploitation souhaitait une locomotive à vapeur puissante et apte à tous les services (quête déjà ancienne de la locomotive universelle) pouvant assurer la transition jusqu'à l'apparition des types nouveaux : en l'occurrence les 142, projet qui finalement n'aura pas de suite compte tenu d'un changement de politique de la SNCF.
Il était nécessaire d'avoir :
- 4 essieux moteurs pour la transmission de l'effort de traction ;
- un moteur compound pour l'économie ;
- une chaudière produisant plus de vapeur que nécessaire.

Le type Mikado fut retenu.
Dans l'urgence, la division des études des locomotives (DEL) du service Matériel & Traction ne pouvait concevoir une locomotive entièrement nouvelle. La DEL reprit un modèle de Mikado déjà existant, considéré comme fiable, et l'améliora fortement. La locomotive de base choisie fut la 141 de la Compagnie du chemin de fer Paris-Lyon-Méditerranée, datant de 1914, et construite à plus de 600 exemplaires, de préférence à la 141 de la Compagnie des chemins de fer de l'État, n'existant qu'à 150 exemplaires et à moteur simple expansion. Ces améliorations furent apportées, en partie, par l'ingénieur André Chapelon. Les améliorations portèrent surtout sur un renforcement du châssis, une nouvelle chaudière et le mécanisme. Elles visaient également le moteur, dont les sections de passage et la course des tiroirs furent considérablement majorées.

## Construction
Cette série de 318 unités fut commandée en trois marchés en date du 25 janvier 1941 pour les 141 P 1 à 118, du 3 octobre 1945 pour les 141 P 119 à 288 et du 19 novembre 1946 pour les 141 P 289 à 318. Ces commandes furent passées aux entreprises suivantes :
- la Compagnie des forges et aciéries de la Marine et d'Homécourt sise à Saint-Chamond ;
- la société Schneider sise au Creusot ;
- la Société franco-belge sise à Raismes ;
- la société des Ateliers de construction du Nord de la France (ANF) sise à Blanc-Misseron ;
- la société Batignolles-Châtillon sise à Nantes ;
- la société Fives-Lille ;
- la Société alsacienne de constructions mécaniques (SACM) sise à Graffenstaden.

## Utilisation et services

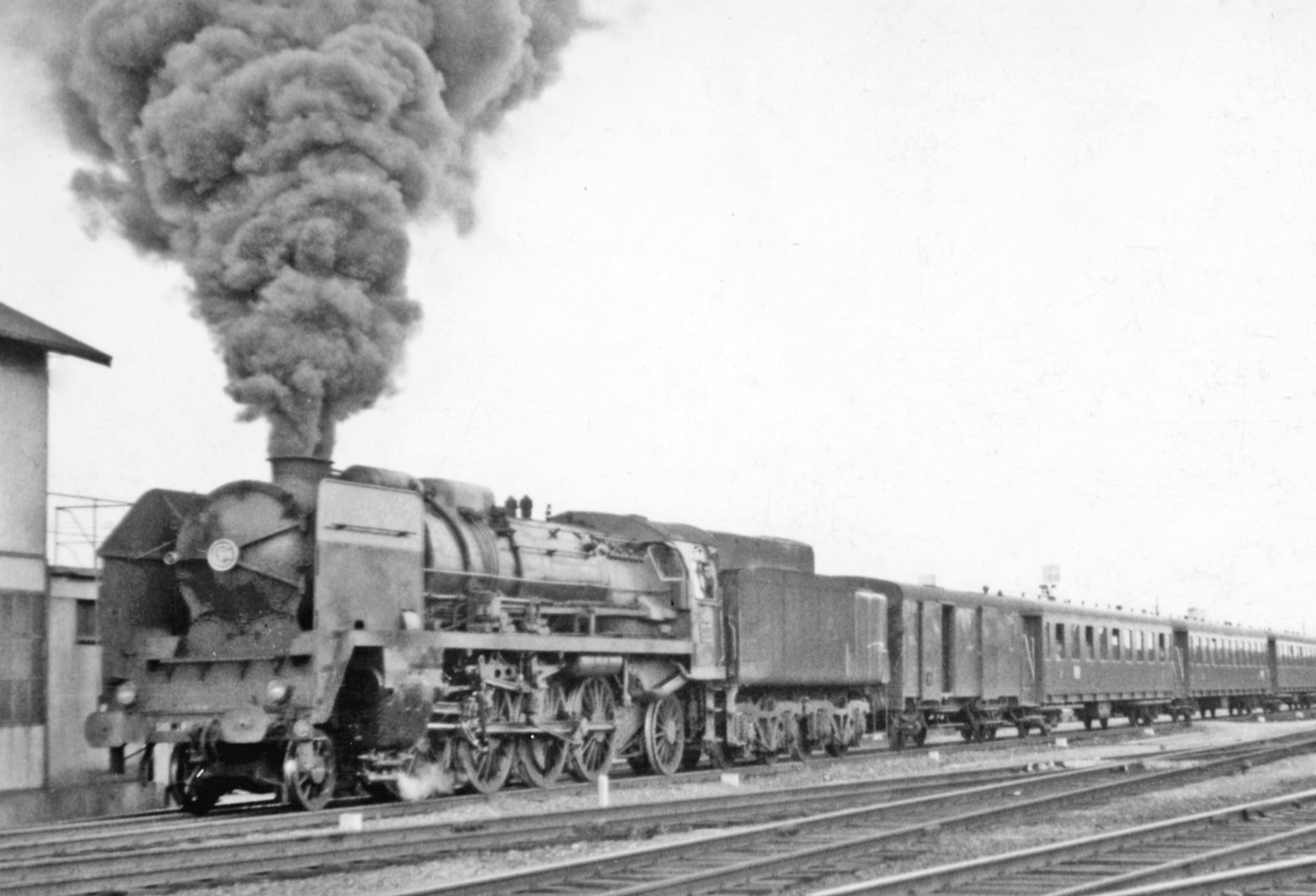
Un express pour Granville tracté par une 141 P à Argentan en juillet 1956.

Les locomotives 141 P ont assuré un bon service en tête de tous types de trains (marchandises, messageries, express...) à l'exception des trains rapides à marche accélérée et ce en raison de leur vitesse limitée à 105 km/h. Cette vitesse officielle ne semblait pas correspondre aux réelles capacités de la machine, l'une d'elles ayant roulé à 125 km/h sans difficultés. La vitesse limite de ces locomotives aurait pu être portée à 115 km/h.
La série fut présente sur trois régions de la SNCF, à savoir l'Est, l'Ouest et le Sud-Est. La première région d'affectation fut le Sud-Est, au printemps 1942, et ce fut sur l'Est que la série s'éteignit le 25 février 1969.
Leurs dépôts furent pour :
- le Sud-Est : Vénissieux, Grenoble (avec les 141 P 1 à 15), Dôle et Montargis ;
- l'Est : Châlons-sur-Marne, Chalindrey, Chaumont, Noisy-le-Sec, Thionville, Mulhouse-Île-Napoléon, Nancy-Heillecourt, Mohon, Strasbourg, Hausbergen, Sarreguemines, Belfort et Blainville ;
- l'Ouest : Mézidon, Le Mans, Rennes, Montrouge, Granville, Argentan, Caen et Saint-Brieuc (pour une durée éphémère d'un mois).

Le retrait du service a débuté très tôt pour certaines machines. En effet, en 1955, après l'arrivée massive de 141 R, la région Sud-Est mit en réparation différée un lot de 17 machines et envoya le reste de l'effectif aux régions Est et Ouest. Sur l'Ouest la série apparut au printemps 1943 et disparut à la date du 1er octobre 1968 pour cause d'électrification et surtout de diesélisation lourde des lignes. Sur l'Est, la série apparut en 1943 et disparut en 1969.
La 141.P.6 quasiment neuve a été la première de la série réformée à la suite de sa destruction lors du bombardement du dépôt de Chambery le 26 mai 1944

## Description
Le châssis passa ainsi d'une masse de 7,1 tonnes à une masse de 11,2 tonnes, la chaudière fut reprise de celle des Pacific 5-231 H mais munie d'un stoker de type « HT 1 ». Le foyer était du type « Crampton ». Les 50 premières unités furent équipées de l'échappement variable « double à croisillons Petticoat » du PLM qui est une extrapolation d'échappement Kylchap rendu variable alors que l'original est fixe, développé par le P.L.M. pour contourner les brevets de Chapelon et qui a été largement utilisé par cette compagnie pour améliorer ses chaudières. Il fut finalement remplacé par un fixe de type « Kylchap » sur les unités suivantes. Le moteur compound eut ses cylindres HP placés à l'extérieur et les BP à l'intérieur, contrairement à la machine du PLM et aux 241 P dans lesquelles les cylindres HP étaient placés à l'intérieur et les cylindres BP à l'extérieur du châssis. Le bogie-bissel avait un déplacement latéral de + ou - 52 mm et était du type « Zara » et le bissel arrière était du type « PLM ». L'abri en coupe-vent fut choisi pour rappeler visuellement l'origine P.L.M. de la machine.
Par rapport à la machine initiale, il y avait donc sur les 141 P inversion de la position des cylindres : HP extérieurs et BP intérieurs, avec en plus des tiroirs de type « Willoteaux » aux cylindres BP. En outre, André Chapelon avait simplifié la distribution à marches liées puisque les tiroirs intérieurs (BP) étaient actionnés par un simple renvoi, contrairement à la distribution de type « Von Borries » de la locomotive PLM, qui avait des leviers d'avance intérieurs. En raison de l'excellence du moteur, et notamment des grandes ouvertures même aux petits crans, les 141 P pouvaient être menées à grande vitesse avec le régulateur complètement ouvert et des marches très relevées (moins de 10 pour cent !). En effet, le réglage de l'effort de traction, et donc de la vitesse, se faisait en modifiant la durée de l'admission de vapeur à chaque tour de roue et non pas la pression admise aux cylindres. Cette disposition permettait d'accroître le rendement et de diminuer la consommation.
Enfin, les 141 P possédaient un appareil de démarrage complet (échappement direct HP et régulateur BP) alors que les machines PLM n'avaient qu'une vanne permettant de "gonfler" le réservoir intermédiaire. Au démarrage le mécanicien pouvait ainsi admettre de la vapeur à la pleine pression de la chaudière dans les cylindres normalement basse pression pour accroître momentanément l'effort de traction.

## Tenders
C'était une locomotive à tender séparé. Celui-ci pouvait appartenir à l'une des trois séries de tender unifié équipé d'un stocker :
- série 34 P contenant 34 m3 d'eau et 12 tonnes de charbon ;
- série 36 P contenant 36 m3 d'eau et 9 tonnes de charbon ;
- série 36 Q contenant 36 m3 d'eau et 9 tonnes de charbon.

Cependant l'immense majorité fut attelée aux 34 P.

## Caractéristiques
- Surface de grille : 4,28 m2
- Surface de chauffe : 188,82 m2
- Surface de surchauffe :  92,97 m2
- Nombre d'éléments de surchauffe : 32
- Nombre de cylindres : 2BP + 2HP
- Diamètre cylindres HP : 410 mm
- Course pistons HP : 700 mm
- Diamètre cylindres BP : 640 mm
- Course pistons BP : 700 mm
- Timbre de la chaudière : 20,45 kg/cm2
- Diamètre des roues motrices : 1 650 mm
- Diamètre des roues du bissel :  1 370 mm (essieu porteur avant) et 1 010 mm (essieu porteur arrière)
- Masse à vide :  95,9 tonnes
- Masse en ordre de marche : 111,6 tonnes
- Masse adhérente : 73,8 tonnes
- Longueur hors tout de la locomotive seule :  13,775 m (hors tampons)
- Puissance maximum indiquée :  kW
- Puissance maximum à la jante : kW
- Puissance maximum au crochet du tender : 1 576 kW à 40 km/h, 2 186 kW à 60 km/h (72 % de détente), 2 451 kW à 60 km/h (52 % de détente), 2 372 kW à 100 km/h,
- Effort de traction maximum :  kN
- Vitesse maxi en service : 105 km/h

Tender :
- Tare du tender :  38,800 tonnes
- Capacité en eau :  34 m3
- Capacité en charbon :  12 tonnes
- Masse du tender en ordre de marche :  84,8 tonnes
- Masse totale locomotive + tender :  196,45 tonnes
- Longueur du tender :  9,955 m
- Longueur totale locomotive + tender :  m

## Modélisme
Les 141 P ont été reproduites à l'échelle HO par :
- Jouef (depuis 1975) ;
- Miniatrain ;
- La Maison des trains ;
- TAB ;
- L'artisan Loco-Diffusion (kit en laiton à monter par l'amateur) ;
- Lemaco (firme suisse).

À l'échelle N par :
- Lemaco, en 2001 (firme suisse) ;
- Del Prado Collection.

À l'échelle 0 par :
- JEP ;

- Fulgurex ;

- MTH, depuis le salon de Nuremberg 2014 (firme américaine).

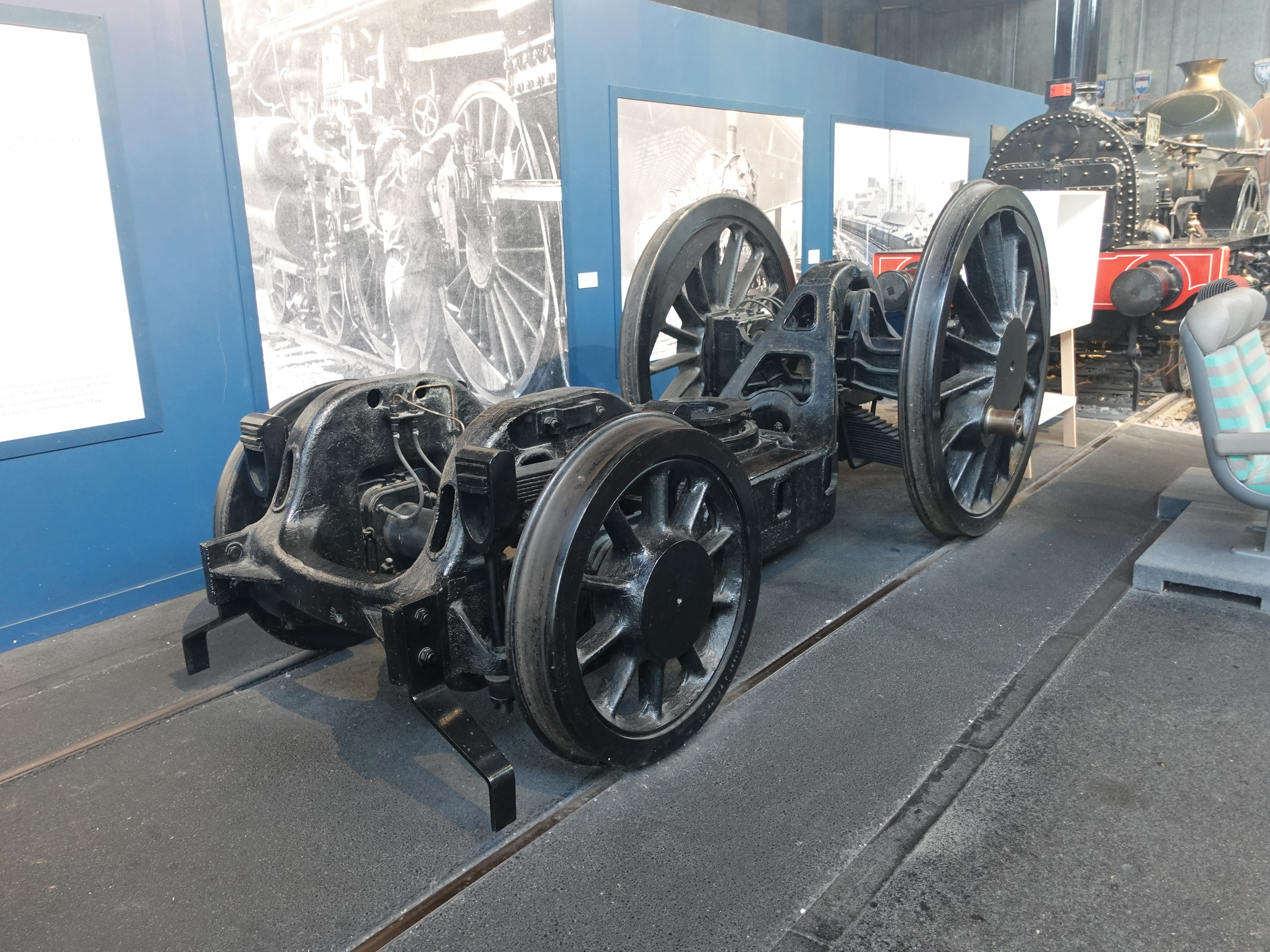
Bogie-bissel de la 141 P 82 à la Cité du Train.

## Préservation
Malgré leur réforme tardive, la grande quantité de machines produites et leur rôle important à la SNCF, pas une seule 141 P n'a été préservée.
Seul subsiste le bogie-bissel de la 141 P 82 exposé à la Cité du Train. Le reste de la locomotive a été démoli.